# Coupe de l'Outre-Mer
La Coupe de l'Outre-Mer (en español: Copa de Ultramar) fue una competición de fútbol bienal en que participaban seleccionados nacionales de los departamentos y territorios de ultramar de Francia. 
La competición sustituyó a la Copa de Campeones de Ultramar. La primera edición se disputó entre el 24 de septiembre y 4 de octubre de 2008 en Île-de-France. La competición tuvo su última edición en 2012 porque la Federación Francesa de Fútbol lo consideraba demasiado cara.

## Historia
El torneo fue creado en 2008 por la Federación Francesa de Fútbol (FFF) y la Liga de Fútbol Amateur (LFA) para sustituir a la Coupe des clubs champions d'outre-mer. El trofeo de campeón es semejante al trofeo trofeo Simon Charles, adscrito a la  Copa de Francia de fútbol.

## Reglamento
Como parte de esta competición, no puede haber un empate. Por lo tanto, si al final del tiempo reglamentario, persiste el empate, no hay prórroga, y sí tanda de penales. Durante la fase de grupos, la clasificación por puntos se otorgan de esta manera: 
- Victoria en el tiempo reglamentario: 4 puntos.
- Victoria en los penales : 2 puntos.
- Derrota en los  penales: 1 punto.

## Ediciones
| Año          | Sede    | Campeón   | Resultado       | Segundo lugar | Tercer lugar | Resultado | Cuarto lugar     |
| ------------ | ------- | --------- | --------------- | ------------- | ------------ | --------- | ---------------- |
| 2008 Detalle | Francia | Reunión   | 1:0             | Martinica     | Guadalupe    | 4:0       | Guayana Francesa |
| 2010 Detalle | Francia | Martinica | 0:0 (5:3 pen.)  | Reunión       | Guadalupe    | 4:0       | Mayotte          |
| 2012 Detalle | Francia | Reunión   | 2:2 (10:9 pen.) | Martinica     | Guadalupe    | 1:0       | Mayotte          |

## Títulos por país
| Equipo           | Campeón        | Subcampeón     | Tercer lugar         | Cuarto lugar   |
| ---------------- | -------------- | -------------- | -------------------- | -------------- |
| Reunión          | 2 (2008, 2012) | 1 (2010)       |                      |                |
| Martinica        | 1 (2010)       | 2 (2008, 2012) |                      |                |
| Guadalupe        |                |                | 3 (2008, 2010, 2012) |                |
| Mayotte          |                |                |                      | 2 (2010, 2012) |
| Guayana Francesa |                |                |                      | 1 (2008)       |